# Ehrenberg (Ilmenau)
Der Ehrenberg ist ein 528 m ü. NHN hoher Berg östlich von Ilmenau und westlich von Langewiesen in Thüringen.
Er liegt etwa 500 Meter nördlich der Ilm, zu deren Tal er steil abfällt (etwa 70 Meter). Hier bildet die Ilm einen Durchbruch aus dem Ilmenauer Talkessel, da sich gegenüber dem Ehrenberg der Tragberg befindet. Zwischen den beiden Bergen ist das Ilmtal sehr eng. Über die Spitze des Ehrenbergs verläuft die Grenze zwischen der Ilmenauer Kernstadt und dem Ortsteil Langewiesen, die bis 1920 die Staatsgrenze zwischen Sachsen-Weimar-Eisenach und Schwarzburg-Sondershausen war.
Heute ist nur noch auf der Spitze des Hügels ein kleiner Kiefernhain geblieben, seine Hänge wurden in den letzten 100 Jahren nach und nach gerodet. Die Westseite des Ehrenbergs ist heute das Gebiet des Campus der Technischen Universität Ilmenau, der seit 1998 den Namen Hans-Stamm-Campus trägt. Die ersten Hochschulgebäude entstanden hier bereits 1955, als Hans Stamm Rektor der damaligen Hochschule war. Neben zahlreichen Universitätsgebäuden befinden sich am Ehrenberg auch das Staatliche Berufsschulzentrum Arnstadt-Ilmenau, der Ilmenauer Standort des Informationstechnikzentrum Bund, das Gewerbegebiet „Werner-von-Siemens-Straße Ilmenau“ und das Gewerbegebiet „Ehrenberg Ost“ Langewiesen.
Im 18. und 19. Jahrhundert zog der Ehrenberg auch Dichter an, die es genossen von hier aus bei Sonnenuntergang über die damals noch kleine Stadt zu schauen. Noch heute zeugt davon ein Gedenkstein am Knebelblick, benannt nach dem deutschen Dichter Karl Ludwig von Knebel, der hier gern verweilt haben soll.
Das Gipfelkreuz auf dem Ehrenberg wurde zu Zeiten der DDR in einer Nacht-und-Nebel-Aktion durch Studenten der Katholischen Studentengemeinde aufgestellt. Das SED-Regime versuchte nie, das Kreuz zu demontieren. 2004 fiel es durch Witterungsschäden in sich zusammen und wurde daraufhin von der Katholischen Studentengemeinde wieder erneuert.
Am 22. Juli 2006 kam es auf dem Ehrenberg zu einem Waldbrand, der durch die extreme Dürre der vorangegangenen Wochen ausgelöst wurde und bei dem etwa 6000 m² Felder, Wiesen und Wald brannten. Größere Schäden richtete der Brand aber nicht an.